# Генріх Бойг
Генріх Бойг (нім. Heinrich Boigk; 30 жовтня 1912, Кельн — 28 березня 2003, Кельн) — німецький офіцер, лейтенант резерву вермахту. Кавалер Лицарського хреста Залізного хреста з дубовим листям.

## Біографія
На початку 1940 року призваний в 49-й піхотний полк (з грудня 1941 року — єгерський у складі 21-ї легкої піхотної (з липня 1942 року — єгерської) дивізії). З лютого 1942 року — учасник Німецько-радянської війни. Відзначився в боях в районі Ладозького озера, де командував відділенням 2-ї роти свого полку. Потім призначений командиром взводу, учасник боїв на Волхові і у Східній Пруссії. В травні 1945 року взятий в полон радянськими військами.

## Звання
- Солдат (1940)
- Оберєгер резерву (1942)
- Унтерофіцер резерву (1943)
- Фельдфебель резерву (1943)
- Лейтенант резерву (1945)

## Нагороди
- Залізний хрест
  - 2-го класу (27 червня 1940)
  - 1-го класу (29 вересня 1942)
- Штурмовий піхотний знак в сріблі
- Медаль «За зимову кампанію на Сході 1941/42»
- Кримський щит (1942)
- Дем'янський щит (1943)
- Лицарський хрест Залізного хреста з дубовим листям
  - лицарський хрест (5 травня 1943)
  - дубове листя (№ 370; 18 січня 1944)
- Нагрудний знак «За поранення» в сріблі